# Municipio de Spring Hill (Carolina del Norte)
El municipio de Spring Hill (en inglés: Spring Hill Township) es un municipio ubicado en el  condado de Scotland en el estado estadounidense de Carolina del Norte. En el año 2010 tenía una población de 5.045 habitantes.

## Geografía
El municipio de Spring Hill se encuentra ubicado en las coordenadas 34°52′50.58″N 79°23′32.15″O / 34.8807167, -79.3922639.